# Bent Hansen
Bent Hansen (13 settembre 1933 – 8 marzo 2001) è stato un calciatore danese, di ruolo difensore.

## Carriera
Fece parte della Nazionale danese che ottenne la medaglia d'argento ai Giochi Olimpici del 1960.